# Whatever the Case May Be
"Whatever the Case May Be" (titulado "En cualquier caso" en España y "Cualquiera que sea el caso" en Latinoamérica) es el duodécimo capítulo de la primera temporada de la serie Lost. Cuando Sawyer y Kate encuentran un maletín de metal, Kate hace lo imposible por quedárselo. Rose intenta animar a Charlie Pace, que está deprimido, y Sayid le pide ayuda a Shannon para traducir el mapa de Danielle. En el episodio también hay diversos flashbacks de Kate Austen.

## Trama
Sawyer y Kate, que se había adentrado en la isla en busca de comida, encuentran un hermoso lago coronado por una cascada. Mientras se zambullen en él, descubren en su fondo un par de pasajeros, aún atados a sus respectivos asientos, con visibles muestras de descomposición. Bajo uno de ellos se encuentra el maletín que llevaba el marshall que custodiaba a Kate. Inmediatamente Kate quiere hacerse con él pero Sawyer, intrigado por la repentina excitación de Kate, no se lo da.
En la playa, los supervivientes intentan recoger todas las pertenencias y alejarlas del mar ya que una repentina subida de la marea está llevándoselas. Shannon le pregunta a Boone qué es lo que está haciendo todos los días cuando se adentra en la isla con Locke pero Boone rehúye responderle.
Sayid, por su parte, continúa intentando descifrar las ecuaciones y anotaciones que había en los papeles que cogió a la mujer francesa. Para ello necesita la ayuda de Shannon, que acepta a pesar de sus reticencias iniciales.
Tras ser convencido por Kate, Jack amenaza a Sawyer con dejarle de suministrale los medicamentos para sus heridas si éste no le devuelve la maleta a la chica. Kate trata de engañar a Jack para abrir sola el maletín, pero este la descubre. Al abrirlo, entre los enseres del marshall, incluyendo armas, hallan el sobre que Kate extrajo del banco y su contenido... algo misterioso relacionado con un crimen.
Tras hacer patente su frustración, Shannon acude a Sayid y le dice que ha recordado por qué le sonaban las frases que había escritas en francés en los papeles. Es la letra de la conocida canción Beyond the sea, en francés. Alejado, en la oscuridad vemos a Boone observando con cara de pocos amigos como su hermana se la canta a Sayid.
- Datos: Q464421